# جوزيف بانكروفت
جوزيف بانكروفت (21 فبراير 1836- 16 يونيو 1894)؛ جراح إنجليزي وعالم عقاقير وطفيليات؛ هاجر إلى كوينزلاند، أستراليا.

## نشأته
ولد بانكروفت في سترتفورد، بالقرب من مانشستر، لانكشر. وهو الابن الوحيد للمزارع جوزيف بانكروفت وزوجته ماري (الملقبة بلاين قبل الزواج). تدرب مع الدكتور جيريميا رينشاو لمدة خمس سنوات في سيل في تشيشير. درس لاحقًا في كلية مانشستر الملكية للطب والجراحة، حيث فاز بالعديد من الجوائز. حصل على شهادته الطبية من جامعة سانت أندروز في عام 1859، وأصبح لاحقًا عضوًا في كلية الجراحين الملكية في إدنبرة. مارس مهنته في نوتنغهام حتى عام 1864، ثم هاجر إلى كوينزلاند بعد أن نُصح بأن المناخ الأكثر دفئًا سيحسن من صحته.

## مسيرته المهنية في أستراليا
وصل بانكروفت إلى بريزبان في 29 أكتوبر من عام 1864، بعد أن سافر على متن سفينة «ليدي يونغ» بصفته جراحًا. بدأ التدرب في حي سكني في بريزبان بعد قضاء عطلة قصيرة، وسرعان ما أصبح طبيباً وجراحًا محترمًا. كان مستأجرًا مبكرًا في «أثول بليس» المدرج حاليًا في قائمة التراث في ويكهام تيراس في سبرينغ هيل.
عُين بصفة جراح زائر في مستشفى بريزبان العام في عام 1867، وأصبح جراحًا مقيمًا في عام 1868. استأنف التدريب في كارلتون في ويكهام تيراس في عام 1870؛ وعلى الرغم من شعبيته الكبيرة، فقد سعى إلى إجراء الكثير من الأبحاث. اكتشف بانكروفت الخصائص الطبية لنبتة دوبوايز ودوبويديا (Duboisia myoporoides)، والتي استخدمت بعد ذلك في جراحة العيون بشكل واسع. حقق بانكروفت في خصائص نبتة دوبواز هوبوودي (Duboisia hopwoodii) في عام 1872، وهي مكوّن شائع في خليط المضغ الأصلي (بيتوري) في شرق أستراليا. سافر إلى الشرق وأوروبا وأفريقيا في عام 1877، وعلى الرغم من أنه كان من المفترض أن يقضي إجازته هناك، ولكنه لم يستطع الامتناع عن دراسة الأمراض الخاصة بكل بلد.
بعد عودة بانكروفت من أسفاره، استمر في التدرب بشكل كبير، وطور اهتمامه في علم النبات الاقتصادي بالإضافة إلى بحثه العلمي في المشكلات الطبية. أجرى العديد من التجارب من أجل الحصول على قمح مقاوم للصدأ، وأظهر اهتمامًا كبيرًا بزراعة العنب ومجتمعات المحار، ودرس أمراض الموز وقصب السكر، واخترع مستحضر البيميكان أو ما يعرف بلحم البقر المجفف. فحص الخصائص الطبية للعديد من النباتات المحلية، وأعدّ منشورًا بعنوان المساهمة في الصيدلة من كوينزلاند للمعرض الاستعماري والهندي المقام في لندن في عام 1886. انضم بانكروفت في عام 1888 على مضض إلى الهيئة الملكية للتحقيق في مشكلة الأرانب. كان عضوًا في اللجنة الفرعية التي عينتها الجمعية الطبية في كوينزلاند للمساعدة في مراجعة دستور الأدوية البريطاني، وذلك قبل وقت قصير من وفاته. قام بأبحاث مهمة في مجال الجذام وأصبح معروفًا بسبب دراسته حول داء الخيطيات. اكتشف طفيل فخرية بنكروفتية الناضج وكان أول من اقترح انتقاله من خلال البعوض. كان بانكروفت عالمًا بارزًا في الفترة التي قضاها في كوينزلاند. وكان في أوقات مختلفة نائبًا لرئيس الجمعية الأسترالية للنهوض بالعلم؛ ورئيس المجلس الطبي في كوينزلاند، والجمعية الملكية في كوينزلاند والجمعية الطبية في كوينزلاند.

## حياته المتأخرة
توفي بانكروفت بشكل مفاجئ في آن ستريت في بريزبان في 16 يونيو من عام 1894، بقي ذكره حيًا من خلال زوجته وابنته وابنه، الطبيب توماس لاين بانكروفت (1860-1933)، الذي قام أيضًا بعمل علمي قيم.

## الإرث
سُمي المبنى الرئيسي لمعهد كوينزلاند للبحوث الطبية في مركز بانكروفت تكريمًا لدور بانكروفت باعتباره الشخصية الرئيسية المسؤولة عن إنشاء البحوث الطبية في كوينزلاند.
سُميت مقاطعة بانكروفت الانتخابية التي أُنشئت في ولاية كوينزلاند لإعادة التوزيع الانتخابي في عام 2017 باسمه.